# Astor förlag
Astor förlag var ett svenskt förlag som grundades 2010 och lades ner 2014. Utgivningen var inriktad mot spansk och italiensk samtidsprosa. Förlaget var baserat i Stockholm.

## Författare
- Valeria Parrella
- Vitaliano Trevisan

## Källhänvisningar
1. ↑  "Astor förlag". Varldslitteratur.se. Läst 30 oktober 2014.
2. ↑  "Astor Förlag AB". Arkiverad 30 oktober 2014 hämtat från the Wayback Machine. Allabolag.se. Läst 30 oktober 2014.